# Municipio de Hickey
El municipio de Hickey (en inglés: Hickey Township) es un municipio ubicado en el condado de Johnson en el estado estadounidense de Arkansas. En el año 2010 tenía una población de 419 habitantes y una densidad poblacional de 6,38 personas por km².

## Geografía
El municipio de Hickey se encuentra ubicado en las coordenadas 35°30′26″N 93°16′18″O / 35.50722, -93.27167. Según la Oficina del Censo de los Estados Unidos, el municipio tiene una superficie total de 65.63 km², de la cual 65,5 km² corresponden a tierra firme y (0,2 %) 0,13 km² es agua.

## Demografía
Según el censo de 2010, había 419 personas residiendo en el municipio de Hickey. La densidad de población era de 6,38 hab./km². De los 419 habitantes, el municipio de Hickey estaba compuesto por el 95,47 % blancos, el 0,95 % eran afroamericanos, el 0,48 % eran amerindios, el 0,48 % eran asiáticos, el 1,67 % eran de otras razas y el 0,95 % eran de una mezcla de razas. Del total de la población el 3,34 % eran hispanos o latinos de cualquier raza.